# Sphecodes gibbus
De Sphecodes gibbus (tên tiếng Anh: pantserbloedbij) là một loài Hymenoptera trong họ Halictidae. Loài này được Linnaeus mô tả khoa học năm 1758.